# 庄野穂積
庄野 穂積（しょうの ほずみ、1916年7月17日-2001年1月17日）は、日本の騎手、調教師である。
1930年代に地方競馬から公認競馬の騎手に転じ、1951年まで活動。後に調教師へ転身し、1979年の東京優駿（日本ダービー）、1981年の天皇賞（春）などを制したカツラノハイセイコや、1988年の桜花賞優勝馬アラホウトクなどを管理した。調教師通算6032戦593勝、うち重賞18勝。
日本中央競馬会調教師の昆貢と庄野靖志は、それぞれ又甥である。

## 経歴

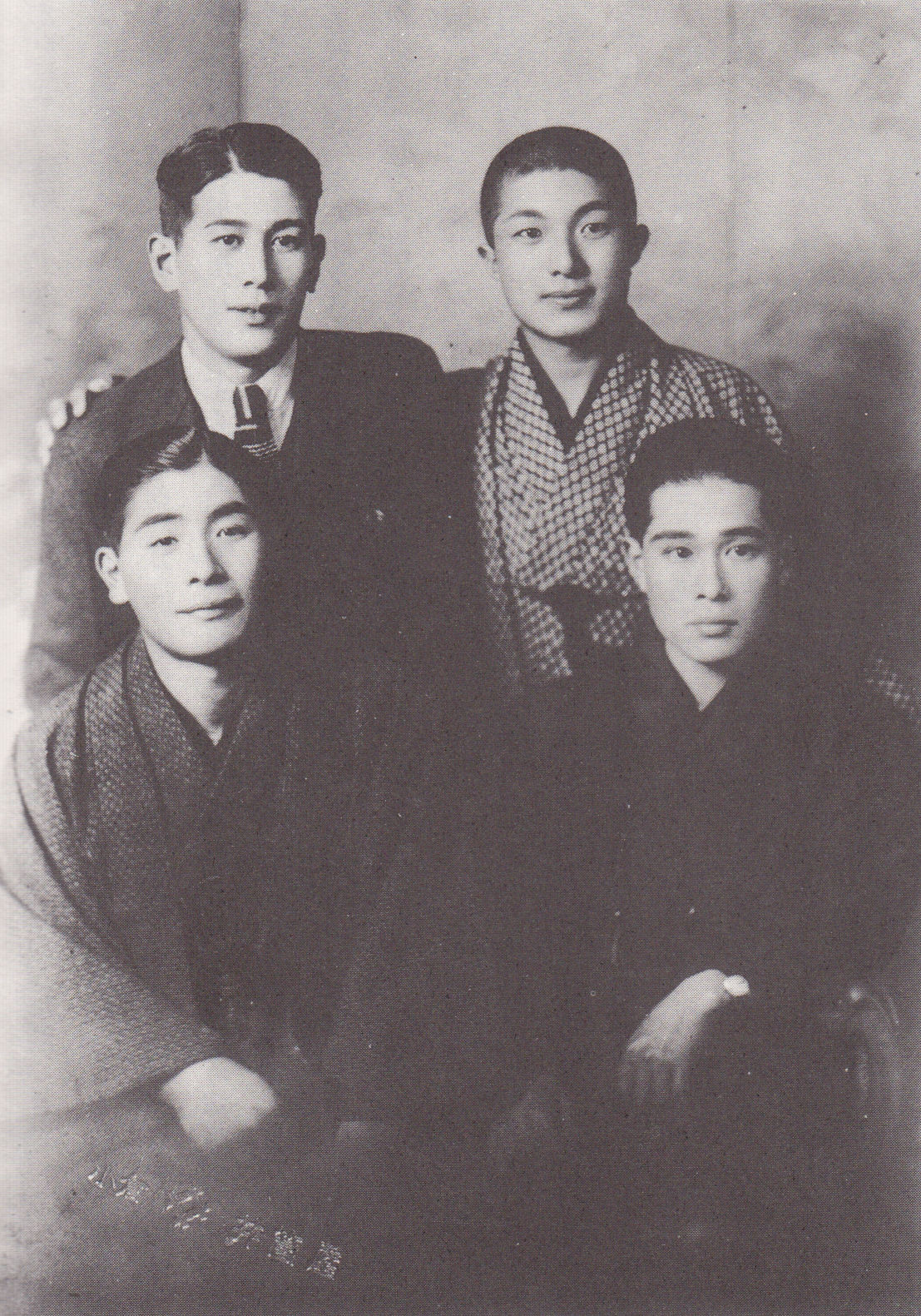
1935年頃、美馬勝一厩舎の兄弟弟子と。前列左が庄野、隣は坂口正二、後列左は久保田金造、後列右は八田武雄。

1916年、北海道沙流郡門別町の農家に、9人兄弟の末子として生まれる。幼少の頃から敏捷で、家で飼っていた農耕馬などを乗りこなし、高等小学校卒業後は近所にあった牧場で競走馬を乗り回して遊んでいた。この様子を見た同場主の池内佐治（または佐次）から、池内が馬主兼調教師として厩舎を構える富山県で騎手になることを勧められ、15歳の時に池内に伴って富山県婦負郡保内村の八尾競馬場に移り、騎手見習いとなった。池内は乗馬を嗜んだものの本職の乗り手ではなく、庄野はほぼ独学で騎乗技術を習得した。

### 騎手時代
翌1932年夏、富山競馬場で騎手としてデビュー。この年は目立った成績はなかったが、翌年夏の富山競馬場の開催では、メイン競走の富山日報杯を含む9勝を挙げ、ほか1人と共に開催最多勝利騎手となった。翌1934年2月、庄野は池内の仲介で阪神競馬倶楽部・鳴尾競馬場の美馬勝一厩舎へ移籍し、地方競馬から公認競馬の騎手見習いとして再出発した。同会では1935年に騎手免許を取得。庄野自身が語ったところによれば、同年春季の福島開催においてハツザクラという馬に乗り、初騎乗・初勝利を挙げたとされているが、別の取材記には同年6月11日に新潟で初騎乗、初勝利は7月23日の函館開催において、クラックファンタで挙げたとされている。美馬厩舎には兄弟子が多く、騎乗機会が少なかったが、平地・障害・繋駕速歩とあらゆる形態の騎乗をこなし、全国各地の競馬場を渡り歩いた。
1943年末、太平洋戦争の激化により徴兵を受け、北海道旭川市で兵役に就いた。終戦後に復員した後は、美馬勝一の弟・信次を頼って京都競馬場に移り、競馬が再開されるまで駄馬による運搬業で生計を立てた。
1946年に競馬が再開されると、庄野は繋駕速歩競走に才能を発揮し、1948年の元石正雄厩舎（阪神競馬場）移籍後は、騎乗依頼と共に馬の調教依頼も数多く、事実上調教師としての活動も並行した。やがて競馬会の幹部より正式に調教師免許を取得するよう促され、1951年に免許を取得し、騎手を引退した。騎手としては、確認可能な範囲で通算117勝を挙げている。

### 調教師時代
同年、阪神競馬場で厩舎を開業。しばらくは平地と共に繋駕速歩競走に力を注ぎ、双方でほぼ同等の勝利を挙げていた。長らく重賞勝利など目立った成績はなかったが、繋駕速歩の衰退、廃止を受けて平地に注力を始め、1967年にはタフネスで朝日チャレンジカップを制し、開業18年目の重賞初勝利を挙げた。1970年代後半には、コウイチサブロウで3つの重賞を勝利、1979年には同馬主のカツラノハイセイコで日本ダービーを制し、八大競走・クラシック競走初制覇を果たした。同馬は1970年代前半に空前の競馬ブームを巻き起こしたハイセイコーの初年度産駒であり、同馬の初勝利時から庄野の元には激励の手紙が殺到していたという。同馬は以後、頭骨の骨折などがあって長期の休養もあったが、1981年に天皇賞（春）にも優勝した。
1988年、庄野は又甥の生産所有馬であるアラホウトクと、甥の所有馬であるシヨノロマンを擁して牝馬クラシック路線に臨んだ。初戦の桜花賞では、アラホウトクがシヨノロマンをゴール前で差し切って優勝し、クラシック史上5例目の同厩馬によるワン・ツーを達成した。競走後のパレードに用いられた馬車には、アラホウトク関係者に加えてシヨノロマンの馬主・庄野昭彦（庄野靖志の父）も同乗し、競馬会の広報誌『優駿』は、「庄野ファミリーにとって万々歳の桜花賞」と伝えた。両馬は続く優駿牝馬（オークス）への前哨戦・サンケイスポーツ賞4歳牝馬特別でも1、2着を占めたが、アラホウトク1番人気、シヨノロマン2番人気で臨んだ本番のオークスでは、それぞれ7、5着に終わった。同年、庄野は関西の優秀調教師賞を受賞した。
1990年代初頭にも3頭の重賞勝利馬を育て、1994年2月28日をもって定年で調教師を引退した。通算6032戦593勝。
その後は故郷・北海道に戻り、2001年1月17日に病気により84歳で死去した。

## 調教師成績
- 6032戦593勝（重賞18勝、うちGI級競走3勝）

### 受賞
- 優秀調教師賞（関西）（1988年）

### 主な管理馬
- タフネス（1967年朝日チャレンジカップ）
- ハツホマレ（1968年アラブ大賞典・春）
- ニューキミノナハ（1970年鳴尾記念、ハリウッドターフクラブ賞）
- コウイチサブロウ（1976年京阪杯 1977年金杯・西 1979年京都記念・春）
- カツラノハイセイコ（1979年東京優駿 1981年天皇賞・春など重賞4勝）
- シヨノリーガル（1987年阪神牝馬特別）
- アラホウトク（1988年桜花賞など重賞2勝）
- シヨノロマン（1988年ローズステークス）
- センリョウヤクシャ（1990年阪急杯）
- マロングラッセ（1990年金鯱賞）
- ミナミノアカリ（1992年アルゼンチン共和国杯）

### 厩舎所属者
- 作田誠二（騎手、1975年-1984年）
- 昆貢（騎手、1979年-1987年）